# Конституционный суд Албании
Конституцио́нный су́д Алба́нии (алб. Gjykata Kushtetuese e Shqipërisë) — орган конституционного правосудия в Албании, который гарантирует соблюдение Конституции и осуществляет её официальное толкование.

## Состав
Конституционный суд состоит из 9 членов назначаемых сроком на 9 лет без права повторного переизбрания. Судьи назначаются Президентом после одобрения кандидатур в Парламенте. Каждые три года одна треть состава обновляется. Председатель назначается Президентом с согласия Парламента на три года.

## Функции

### Основные
Полномочия Конституционного суда предусмотрены в статье 131 Конституции, согласно которой он принимает решение, касающиеся:
- несоответствия законов Конституции или международным соглашениям;
- несоответствия Конституции международных договоров до их ратификации;
- несоответствия нормативных актов центральных и местных органов власти Конституции и международным соглашениям;
- споров о компетенции между высшими органами власти и между центральными и местными органами власти;
- конституционности партий и других политических организаций и их деятельности;
- отрешения от должности Президента Республики и проверки неспособности им выполнять свои функции;
- вопросов, связанных с выборами и проверки итогов голосования;
- конституционности референдума и проверки его результатов;
- окончательного решения по индивидуальным жалобам граждан о нарушениях их конституционных прав на надлежащую правовую процедуру, после того, как исчерпаны все средства правовой защиты этих прав.

### Дополнительные
Конституционный Суд также принимает решения о конституционности:
- решения Парламента об отставке Президента Республики (статья 90/3, 91/2 Конституции);
- решения Парламента об увольнении судьи Верховного суда (ст. 140 Конституции);
- Решения Совета министров об увольнении мэров муниципальных образований (ст. 115 Конституции);
- согласия на уголовное преследование в отношении судьи Конституционного суда (ст. 126 Конституции) и Верховного суда (статья 137/2 Конституции).